# Mary Ann Aldham

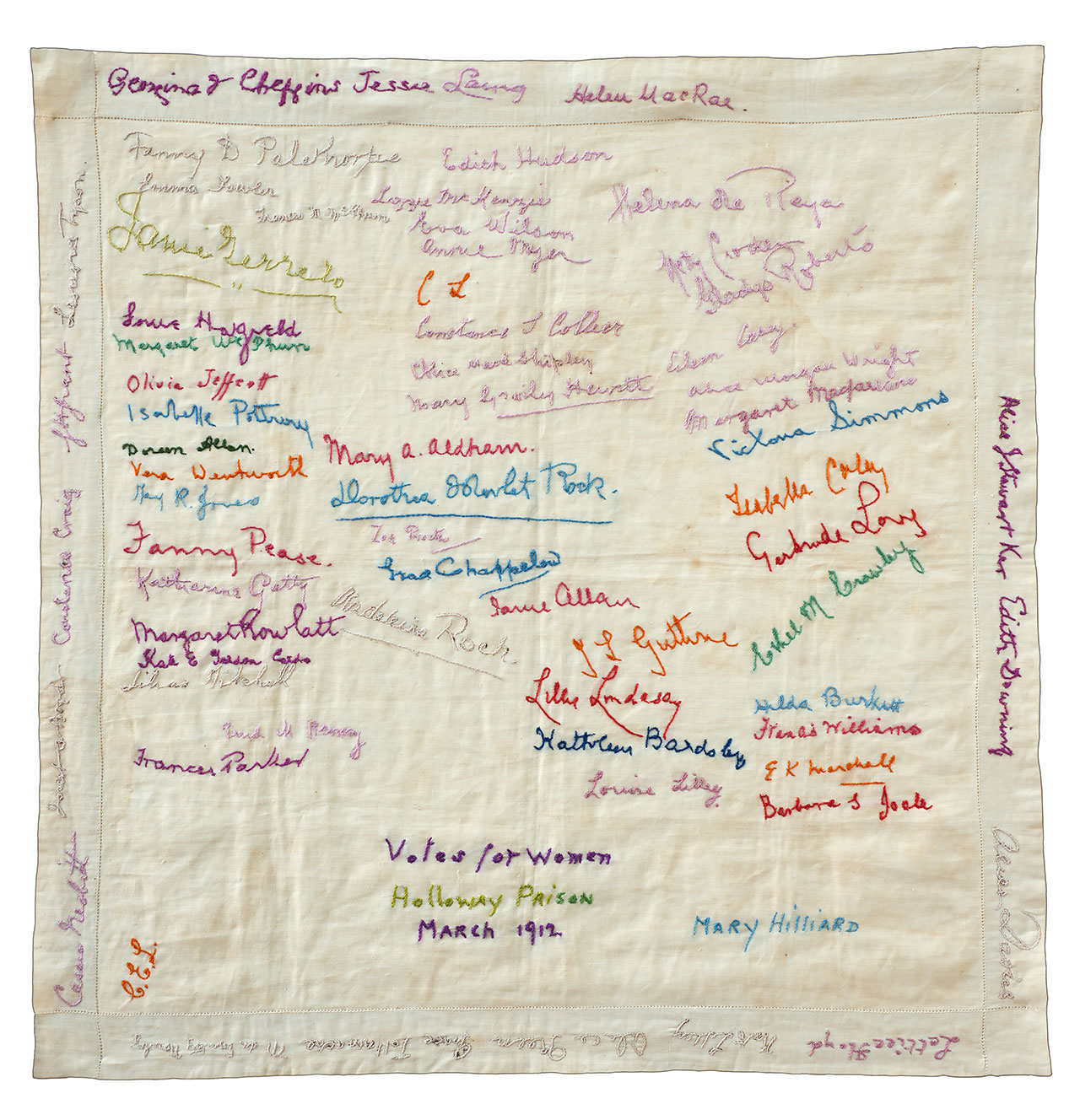
The Suffragette Handkerchief, März 1912, Mary A. Aldham, mittlere Spalte, Mitte in Rot

Mary Ann Aldham, geborene Mitchell Wood (* 28. September 1858 in Deptford, London; † 1940 in Uxbridge, Middlesex) war eine englisch-britische Suffragette. Sie war Mitglied der militanten Women’s Social and Political Union (WSPU) und wurde mindestens sieben Mal verhaftet.

## Leben
Sie wurde als Tochter von Mary Ann und Alfred Robert Wood, einem Kapitän, geboren. Ihre Mutter starb weniger als zwei Monate nach ihrer Geburt. Am 10. Oktober 1883 heiratete sie Arthur Robert Aldham (1853–1905), einen kaufmännischen Angestellten der Schifffahrtsgesellschaft P&O, und hatte mit ihm zwei Töchter: Mary Aldham (1885–1955) und Gertrude Aldham (1887–1909).
Nachdem sie um 1908 der Women’s Social and Political Union (WSPU) beigetreten war, wurde Aldham mindestens sieben Mal verhaftet: am 14. Oktober 1908 und am 19. November 1908, am 22. November 1911, am 7. März 1912, am 19. März 1912, am 17. November 1913 und am 4. Mai 1914.
Aldham benutzte bei ihrer Verhaftung häufig ihren Mädchennamen „Wood“ oder den angenommenen Namen „Oldham“, letzteres vermutlich wegen der Ähnlichkeit mit ihrem echten Nachnamen „Aldham“. Sie gehörte zu den 223 Frauen, die im November 1911 wegen Fenstereinwerfens verhaftet wurden, und war die erste Angeklagte, die zum anschließenden Prozess erschien, an dem auch Christabel und Sylvia Pankhurst teilnahmen. Aldham weigerte sich, ihre Geldstrafe zu bezahlen, wofür sie zu einem Monat Haft im Holloway Prison verurteilt wurde. Nach ihren beiden Verhaftungen im März 1912 im Rahmen der groß angelegten Kampagne zum Fenstereinwerfen in der Londoner City, wurde sie wie viele andere Teilnehmerinnen zu sechs Monaten Haft im Holloway Prison verurteilt, in denen sie in den Hungerstreik trat, aber nicht zwangsernährt wurde. Ende Juni 1912 wurde sie vorzeitig aus dem Gefängnis entlassen.

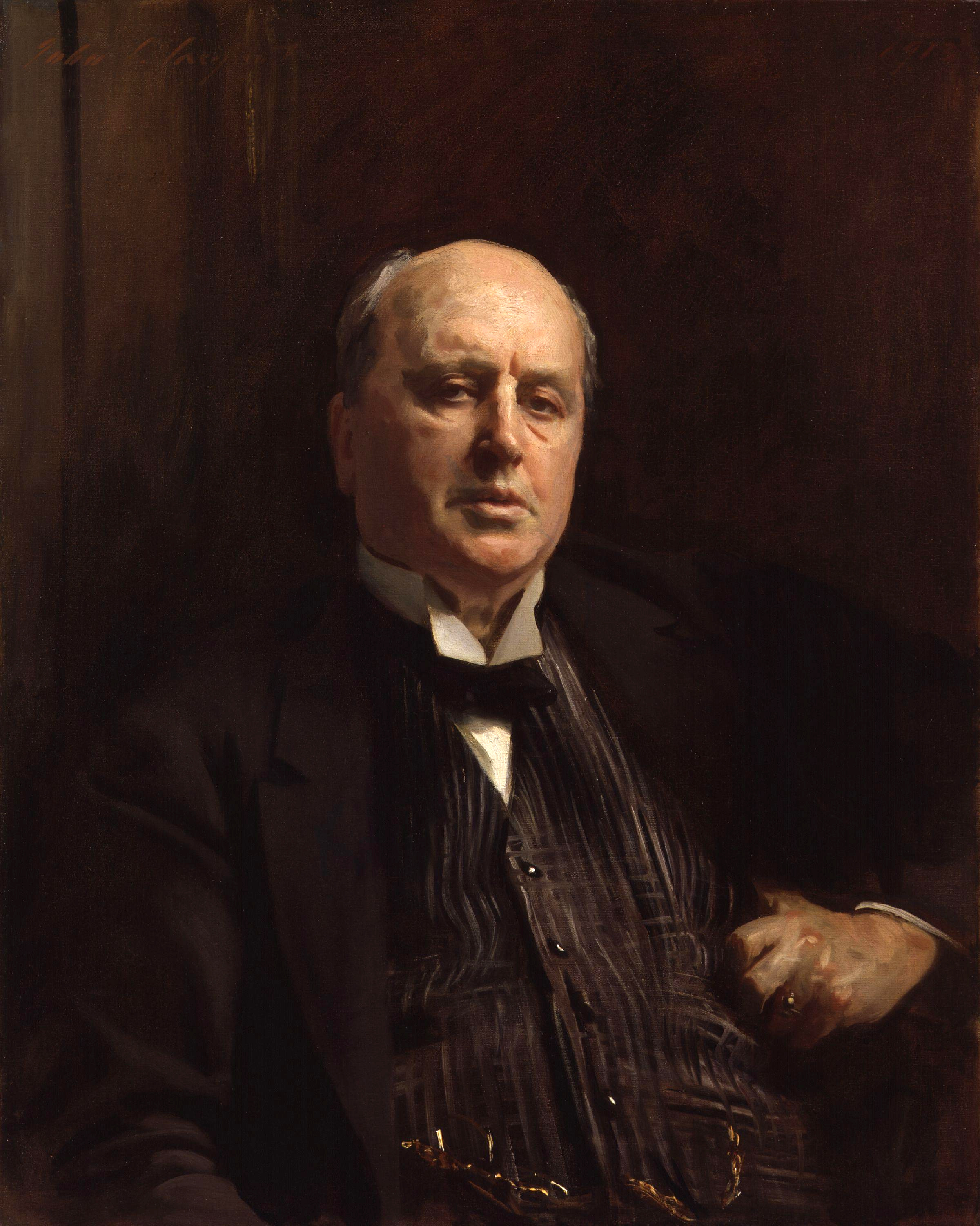
John Singer Sargent: Porträt von Henry James

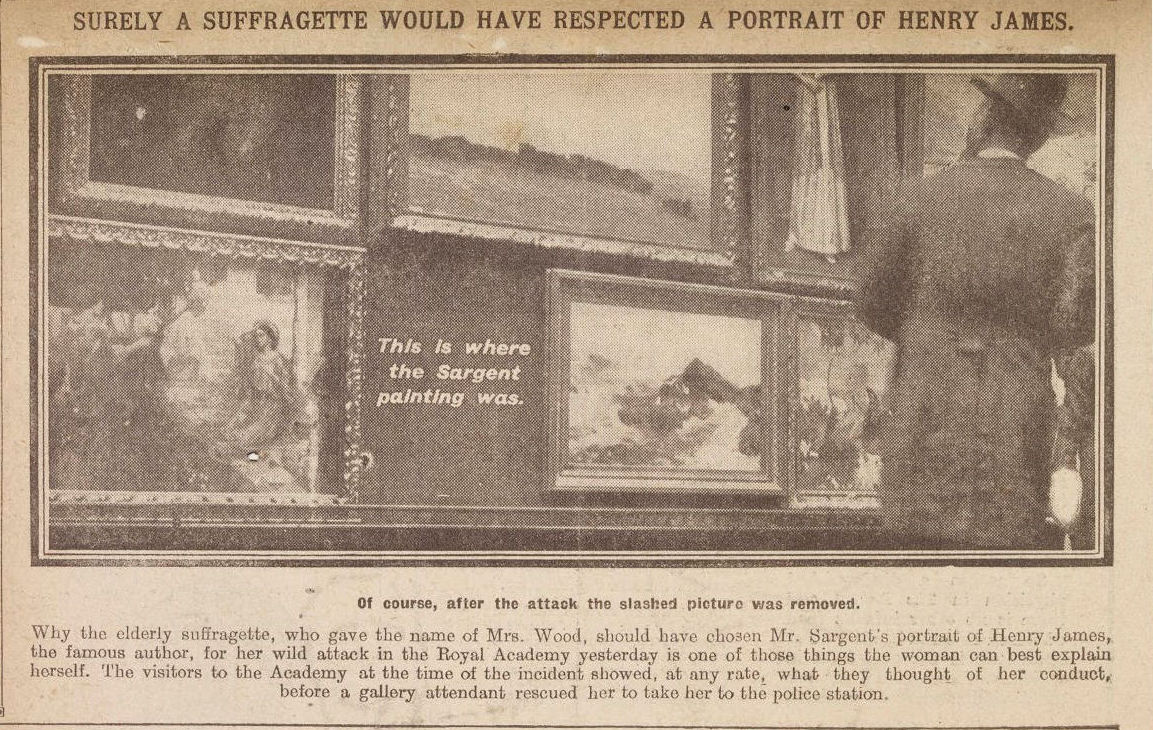
Zeitungsartikel zur Attacke auf das Gemälde, Mai 1914

Um die Moral im Gefängnis aufrechtzuerhalten, organisierten die Frauen ihre eigene Unterhaltung. In halb-literarischen Erinnerungen wurden später romantische Geschichten von den Begebenheiten erzählt. So soll Emmeline Pethick-Lawrence Geschichten erzählt haben, während Doreen Allen zu ihren Füßen saß und „einen Arm auf ihr Knie legte“. Aldham war mit über 50 Jahren bereits einiges älter als die meisten anderen der Gruppe und wurde deshalb zusammen mit Gertrude Wilkinson und Janet Boyd zu den „Großmüttern“ gezählt. Für den Juni 1912 wird berichtet, dass die drei für die anderen sangen. Bei einer anderen Gelegenheit führten einige der Frauen eine Szene aus „Der Kaufmann von Venedig“ auf, wobei Evaline Hilda Burkitt die Rolle des „Shylock“ und Doreen Allen die Rolle der „Narissa“ gespielt haben soll.
Aldham war eine von 68 Frauen, die ihre Unterschrift oder Initialen auf das von den Gefangenen in Holloway im März 1912 bestickte sogenannte „Suffragetten-Taschentuch“ setzten.
Im November 1913 gehörte Aldham zu einer Gruppe von vier Suffragetten, die im Old Bailey während des Prozesses gegen Jane Short protestierten, die in Untersuchungshaft zwangsernährt worden war. Als sie angeklagt wurde, eine Glasscheibe im Gerichtssaal eingeschlagen zu haben, gab sie das unumwunden zu. Für diese Tat wurde sie zu einem Monat Gefängnis mit Zwangsarbeit verurteilt und trat wieder in den Hungerstreik. Diesmal wurde sie nach sogenannten Cat and Mouse Act freigelassen, nach kranke, hungerstreikende Gefangene vorzeitig freigelassen wurden, bis sie ihre Gesundheit wiedererlangt hatten, um dann wieder für die verbleibende Zeit wieder inhaftiert zu werden.
Als am 4. Mai 1914 die Sommerausstellung in der Royal Academy of Arts eröffnet wurde, mischte sich Aldham in die Menschenmenge und griff ein von John Singer Sargent gemaltes Porträt von Henry James an, indem sie das Glas zerbrach und die Leinwand dreimal mit einem Hackmesser aufschlitzte, während sie „Votes for Women“ rief. The Daily Telegraph berichtete: „Gegen halb zwei, als sich die Menge zum Mittagessen lichtete, hörte man das Krachen von Glas, und man sah eine ältere weißhaarige Frau, die mit einem Hackmesser auf das Sargent-Porträt einhackte.“ Ein Autor des Daily Sketch berichtete, dass sich ein Besucher „durch die Menge drängte und ihr einen Schlag versetzte. Ein Mann, der seinen Arm schützend vor sie legte, wurde angepöbelt, und seine Brille wurde abgeschlagen und zertrümmert“. Dieser Mann, so der Daily Telegraph, wurde von der Menge sofort für einen Anhänger der Suffragetten gehalten und „unter Jubel und Gejohle ergriffen, und sein Seidenhut flog umher“. Ein Bericht in der Tageszeitung The Daily Graphic fügte hinzu, dass „die Frau mit dem Metzgerhackmesser die vornehme Menge der Royal Academy aus ihrem Anstand aufgeschreckt“ habe. Aldham selbst schrieb an die WSPU: „Ich habe versucht, ein wertvolles Bild zu zerstören, weil ich der Öffentlichkeit zeigen möchte, dass sie keine Sicherheit für ihr Eigentum und ihre Kunstschätze hat, solange Frauen nicht politische Freiheit erhalten.“ Das Porträt wurde auf 700 Pfund geschätzt, und Walter Lamb, der Sekretär der Royal Academy, berechnete, dass der Wert des Porträts durch den Angriff um 100 bis 300 Pfund gesunken war. Darauf antwortete Aldham: „Ich verstehe das sehr gut; wenn eine Frau es gemalt hätte, wäre es nicht so viel wert gewesen.“
Nach ihrer erneuten Inhaftierung im Holloway Prison, wo sie auf ihren Prozess wartete, wurde Aldham nach dem Cat and Mouse Act wieder freigelassen und zur Behandlung in ein Pflegeheim geschickt. Sie wurde in die Obhut ihrer inzwischen verheirateten Tochter, Mary Aldham, entlassen. Ihre erneute Verhaftung wie weitere militante Aktionen für die WSPU wurde durch eine Generalamnestie verhindert, die die Regierung nach einem Stillhalteabkommen mit den Suffragetten zu Beginn des Ersten Weltkriegs ausgesprochen hatte.
Sie wurde von der WSPU wie andere inhaftierte Suffragetten mit einer sogenannten „Hungerstreikmedaille“ For Valour ausgezeichnet und sie ist in der sogenannten Roll of Honour of Suffragette Prisoners der Suffragette Fellowship aufgeführt.
Über Aldhams Leben nach dem Krieg ist wenig bekannt. Sie starb 1940 in Uxbridge, Middlesex. Ihre Hungerstreikmedaille und andere Gegenstände aus ihrer Zeit als Suffragette wurden 2015 von ihrer Familie versteigert.